# Pre-Rembrandtisti
Con il termine di Pre-Rembrandtisti, si intende un gruppo di pittori, che dipingevano prevalentemente soggetti storici, attivi ad Amsterdam all'inizio del XVII secolo.
Anche se considerati dei precursori di Rembrandt, da cui il nome, alcuni di essi operarono nello stesso periodo dal grande artista.
Gli esponenti più rappresentativi furono Pieter Lastman, insegnante di Rembrandt, Claes Moeyaert, i fratelli Jan Pynas e Jacob Pynas, Jan Tengnagel e François Venant (1591/1592–1636). La loro importanza fu riconosciuta intorno al 1930, anche se solo recentemente è stata riconosciuta l'enorme influenza esercitata da questo gruppo su Rembrandt ed i suoi allievi.
Anche se le opere dei Pre-Rembrandtisti mostrano uno stile omogeneo e caratteristico, tuttavia ogni membro del gruppo sviluppò un proprio stile personale, che permise e permette di distinguerne i lavori.
I pittori più prolifici furono Pieter Lastman e Claes Moeyaert, mentre restano pochi disegni e dipinti dei fratelli Pynas e di Jan Tengnagel e François Venant.
Pieter Lastman fu di gran lunga l'artista più significativo del gruppo.

## Membri del Gruppo
- Pieter Lastman
- Claes Moeyaert
- Jacob Pynas
- Jan Pynas
- Jan Tengnagel
- François Venant